# Pommi
Pommi (tidigare M 7) var en finländsk minläggare som tjänstgjorde under andra världskriget. 